# Rリーグ
Rリーグ（アール・リーグ、R-League、韓: R리그）は、大韓民国のプロサッカーリーグであるKリーグに所属するリザーブチームによるリーグ戦である。

## 沿革
Kリーグのリザーブチームによるリーグ戦は1990年に「2軍リーグ」として1年間だけ開催され、リザーブチーム5つが参加した。
その後、2000年から2グループに分かれたリーグ戦「2軍リーグ」が開催され、2000年はKリーグの9つのリザーブチームが参加した。翌2001年から韓国警察庁サッカー団が参加し、2002年からは尚州尚武FCのリザーブチームも参加した。2009年にリーグ名を改称し、リザーブ（Reserve）の頭文字をとって「Rリーグ」になった。2011年は光州FCを除いたKリーグ所属の15クラブと韓国警察庁サッカー部の16チームが参加し、8チームずつの2グループによるリーグ戦となった。
2012年以降のRリーグは、Kリーグの1・2部制の導入にともない廃止が検討されるようになった。これに対して一部のクラブは、若手選手の育成のために実戦機会の提供の場が必要であるとして廃止に反対した。2012年は、一部のクラブが出場辞退をしたため、Kリーグの10チームと韓国警察庁サッカー部を加えた11チームが2グループに分かれてリーグ戦を戦った。出場選手は、当該年の1月1日を基準とした23歳以下に制限されるようになった。ただしオーバーエイジにより、3名までは23歳を超える選手も出場可能である。Rリーグは2013年から2015年まで休止し、2016年に再開した。
2020年はCOVID-19パンデミックのためリーグの開催が中止された。パンデミックがやや落ち着くとRリーグの再開が検討されたものの多くのクラブが参加を見合わせたため、2021年も開催されないことになった。こうしたことから、2020年12月15日に開催された2020年度韓国プロサッカー連盟第8回理事会にて、2021年シーズンよりKリーグクラブのBチームのK4リーグ参加が認められ、KリーグクラブはRリーグ参加かK4リーグ参加かを選べるようになった。
2021年12月7日、2021年度韓国プロサッカー連盟第6回理事会が開催され、Rリーグを2022年から再開することが決定した。ただし、前述の通り2021年シーズンからBチームのK4リーグ参加が始まっているため、Rリーグへの参加は各クラブの自主的な判断に委ねられることとなった。
この2022年シーズンを最後にRリーグは開催されていない。